# Хотильове
Хотильове (рос. Хотылёво) — село в Брянському районі Брянської області Російської Федерації, за 20 км західніше міста Брянська і найпівнічніша мустьєрська стоянка, розташована у долині річки Десна (54° з. ш.).
Населення становить 303 особи. Входить до складу муніципального утворення Глинищевське сільське поселення.

## Історія
Хотильове вперше згадується в одній з грамот 1610 року, коли його було подаровано З. І. Тютчеву, що потім належало роду Тютчевих.
Від 2005 року входить до складу муніципального утворення Глинищевське сільське поселення.

## Населення
| 2010 | 2013 |
| ---- | ---- |
| 303  | →303 |

## Палеолітична стоянка
У районі села Хотильове розташовується щільний кущ археологічних пам'ятників, що заповнюють хронологічний інтервал від стародавнього палеоліту до Стародавньої Русі включно.
Для кременевої індустрії характерна лєвалуазька техніка розколювання. Знаряддя крупних розмірів, якнайповніші представлені двосторонні рубильця, шкребла і гострокінечники, зубчато-виємчаті й верхньопалеолітичні форми нечисленні.
Тут також присутнє середньовічне городище, і давньослов'янські і праслов'янські села, і городище ранньої залізної доби, і стоянки бронзової доби, неоліту і мезоліту. Палеолітичні стоянки Хотильове 1 і Хотильове 2, що відкриті і досліджувалися брянським археологом Ф. М. Заверняєвим.

## Хотильове 1
Стоянка Хотильове 1 є одним з якнайдавніших пам'ятників археології в басейні Десни і в центрі Російської рівнини і відноситься до Микулинської міжльодяникової епохи. Неандертальці, залишили численні кременеві знаряддя (біфаси, гістрокінечники, шкребіння, ножі і інше) і сліди їх виробництва, кістки викопних тварин, що залягають в стародавніх річкових відкладеннях. Належить до мустьєрської культури неандертальців.

## Хотильове 2
Стоянка Хотильове 2 (Кладовищенська балка) відноситься до розвиненої пори верхнього палеоліту. Її основний культурний шар датується часом 22,000-21,000 років до Р. Х. і містить жител, вогнищ, господарських ям. Серед знахідок — кременеві знаряддя (ножі, шкрябання, різці, наконечники, вістря, вироби з притупленим краєм і інші), кістяні вироби (проколи, наконечники, лопатки з ребер, заготівки знарядь і виробів, прикраси). Значущі знахідки — статуетки з бивня мамута, велика частина яких зображає вагітних жінок. Це так звані «палеолітичні венери». Незвичайно багата викопна фауна стоянки, що включає мамута, північного оленя, вовка, песця, птахів, лемінга і інших тварин. Новітні дослідження (К. Н. Гаврілов) підтвердили припущення про те, що крім основного культурного шару на території стоянки є сліди перебування людини в раніший і пізніший період верхнепалеолітічеськой епохи. Найближче подібні матеріали Хотильово-2 до пам'яток центральної Європи граветської культури, що називаються в задніпров'ї Костьонківсько-авдіївська культура.
Окрім стоянок Хотильове 1 і 2 в районі Хотильове відомий ще ряд палеолітичних пам'ятників, число яких постійно росте.